# Seznam monarchistů

Vlajka monarchismu

Monarchismus je obhajoba systému monarchie. Monarchista je jedinec, který podporuje tuto formu vlády nezávislou na nějakém konkrétním monarchovi, zatímco ten, kdo podporuje konkrétního monarchu, je roajalista. Naopak opozice vůči monarchistické vládě se nazývá republikanismus.
V závislosti na zemi může monarchista obhajovat vládu osoby, která sedí na trůnu, regenta, uchazeče nebo někoho, kdo by jinak trůn obsadil, ale byl sesazen.

## Albánie
- Pandeli Evangjeli (1859–1949)
- Salih Vuçitërni (1880–1949)
- Ismet bej Kryeziu (1889–1952)
- Abaz Kupi (1892–1976)
- Prenk Pervizi (1897–1977)
- Tahir Dizdari (1900–1972)
- Leka Zogu I. (1939–2011)
- Ekrem Spahiu (nar. 1960)
- Leka Zogu II. (nar. 1982)

## Argentina
- Manuel Belgrano (1770–1820)

## Austrálie
- Arthur Groom (1904–1953)[4]
- Joan Sutherlandová (1926–2010)[5]
- Tony Abbott (nar. 1957)[6]
- Sophie Mirabella (nar. 1968)[6]
- Scott Morrison (nar. 1968)[7]

## Belgie
- Hergé (1903–1983)
- Leon Degrelle (1906–1994)

## Brazílie
- José Bonifácio (1763–1838)
- Maria Quitéria (1792–1853)
- Félix Taunay (1795–1881)
- Luís Alves de Lima e Silva (1803–1880)
- Manuel Marques de Sousa (1804–1875)
- Marcos Antônio de Araújo (1805–1884)
- Manuel de Araújo Porto-Alegre (1806–1879)
- José Paranhos, vikimot z Rio Branca (1819–1880)
- João Lustosa da Cunha Paranaguá, markýz z Paranaguá (1821–1912)
- José de Alencar (1829–1877)
- Antônio Conselheiro (1830–1897)
- Gaspar da Silveira Martins (1835–1901)
- Carlos Gomes (1836–1896)
- Afonso Celso, vikomt Ouro Preto (1836–1912)
- André Rebouças (1838–1898)
- Machado de Assis (1839–1908)
- Joaquim Nabuco (1839–1910)
- Alfredo d'Escragnolle Taunay (1843–1899)
- José Paranhos, baron z Rio Branca (1845–1912)
- José do Patrocínio (1853–1905)
- Monteiro Lobato (1882–1948)
- Câmara Cascudo (1898–1986)
- Arlindo Veiga dos Santos (1902–1978)
- Plinio Corrêa de Oliveira (1908–1995)
- José Osvaldo de Meira Penna (1917–2017)
- Ariano Suassona (1927–2014)
- Bertrand z Orléans-Braganza (nar. 1941)[8]
- Olavo de Carvalho (1947–2022)[9]
- Gilberto Callado (nar. 1956)[9]
- Delegado Waldir (nar. 1962)[9]
- Márcio Bittar (nar. 1963)[9]
- Luiz Philippe z Orléans-Braganza (nar. 1969)[8]
- Carla Zambelli (nar. 1980)[9]
- Paulo Eduardo Martins (nar. 1981)[9]
- Enrico Misasi (nar. 1994)[9]

## Česko
- František Palacký (1798–1876)
- Franz Thun und Hohenstein (1847–1916)
- Karel Kramář (1860–1937)
- Josef Pekař (1870–1937)
- Jaroslav Durych (1886–1962)
- Andrej Kolomacký (1896–1980)
- Karel VI. Schwarzenberg (1911–1986)
- Josef Hiršal (1920–2003)
- Miroslav Štěpánek (1923–2005)
- Ludvík Vaculík (1926–2015)
- Adam Bubna-Litic (1927–2016)
- Hugo Mensdorff-Pouilly (nar. 1929)
- Adolf Born (1930–2016)
- Marie Alžběta Salm-Reifferscheidt-Raitz (1931–2022)
- Luděk Frýbort (1933–2019)
- Dalibor Stejskal (1936–2011)
- Jiří Kuběna (1936–2017)
- Jana Červenková (nar. 1939)
- Karel Mornstein-Zierotin (nar. 1939)
- Mikuláš Rutkovský (1940–2010)
- Andrej Stankovič (1940–2001)
- Jan Vodňanský (1941–2021)
- Ivan Mládek (nar. 1942)
- Jan Bárta (nar. 1942)
- Ivan Wernisch (nar. 1942)
- Svatopluk Karásek (1942–2020)
- Jan Rous (nar. 1943)
- Ivan Martin Jirous (1944–2011)
- Milan Buben (nar. 1946)
- Michal Tryml (nar. 1946)
- Augustin Karel Andrle Sylor (1946–2021)
- Jiří Rak (nar. 1947)
- Václav Vokolek (nar. 1947)
- Alexander Tomský (nar. 1947)
- Petr Rezek (1948–2022)
- Jaroslav Erik Frič (1949–2019)
- Jiří Lábus (nar. 1950)
- Jaroslav Maxmilián Kašparů (nar. 1950)
- Jan Urban (nar. 1951)
- Dagmar Havlová (Ilkovičová) (nar. 1951)
- Milan Schelinger (1952–2023)
- Daniel Korte (nar. 1953)
- Lubomír Martínek (nar. 1954)
- Milan Novák (nar. 1954)
- Nina Nováková (nar. 1954)
- Michal Ambrož (1954–2022)
- Jan Royt (nar. 1955)
- Tomáš Hanák (nar. 1957)
- David Vávra (nar. 1957)
- Václav Srb (nar. 1958)
- Libor Novák (nar. 1958)
- Radim Špaček (nar. 1959)
- Lumír Aschenbrenner (nar. 1960)
- Jan Drnek (nar. 1960)[10]
- Ladislav Heryán (nar. 1960)
- Michal Lutovský (nar. 1961)
- Jáchym Topol (nar. 1962)
- Daniel Herman (nar. 1963)[11]
- Petr Placák (nar. 1964)[12]
- Michal Šanda (nar. 1965)
- Jiří Peňás (nar. 1966)
- Ondřej Štindl (nar. 1966)
- Pavel Šafr (nar. 1967)[13]
- Robert Kodym (nar. 1967)
- Marek Benda (nar. 1968)[14]
- Jindřich Holub (nar. 1968)[15]
- Josef Grulich (nar. 1968)
- Petr Stančík (nar. 1968)
- Děpold Czernin (nar. 1969)
- Adam Drda (nar. 1971)
- Emil Adamec (nar. 1972)[16]

- Jan Divecký (nar. 1972)[17]
- Zdeněk Hraba (nar. 1975)[18]
- Petr Krátký (nar. 1975)[19]
- Martin Jaroš (nar. 1976)
- Kamil Rodan (1978–2021)

- Petr Nohel (nar. 1978)[20]
- Michal Lieberzeit (nar. 1984)

## Čína
- Čang Sün (1854–1923)
- Sü Š'-čchang (1855–1939)
- Kchang Jou-wej (1858–1927)
- Jüan Š’-kchaj (1859–1916)
- Čang Cuo-lin (1875–1928)

## Fidži
- George Cakobau (1912–1989)
- Penaia Ganilau (1918–1993)
- Kamisese Mara (1920–2004)

## Francie
- Jacques-Bénigne Bossuet (1627–1704)
- Thomas de Mahy, markýz de Favras (1744–1790)
- Joseph de Maistre (1753–1821)
- Armand-Emmanuel de Vignerot du Plessis, vévoda de Richelieu (1766–1822)
- Jacques Laffitte (1767–1844)
- François-René de Chateaubriand (1768–1848)
- Joseph de Villèle (1773–1854)
- Casimir Pierre Périer (1777–1832)
- Jules de Polignac (1780–1847)
- Élie, vévoda Decazes (1780–1860)
- Casimir-Louis-Victurnien de Rochechouart de Mortemart (1787–1875)
- Pierre-Antoine Berryer (1790–1868)
- Honoré de Balzac (1799–1850)
- Jacques Crétineau-Joly (1803–1875)
- Auguste-Alexandre Ducrot (1817–1882)
- Louis Gaston Adrien de Ségur (1820–1881)
- Louis Billot (1846–1931)
- Henri de Gaulle (1848–1932)[21]
- Henri Vaugeois (1864–1916)
- Charles Maurras (1868–1952)[22]
- Jacques Bainville (1879–1936)
- Pierre Benoit (1886–1962)
- Henri d'Astier de la Vigerie (1897–1952)
- Thierry Maulnier (1909–1988)
- Georges-Paul Wagner (1921–2006)
- Jean Raspail (1925–2020)
- Pierre Pujo (1929–2007)

## Chorvatsko
- Josip Frank (1844–1911)

## Itálie
- Tomáš Akvinský (1225–1274)
- Dante Alighieri (asi 1265–1321)
- Robert Bellarmine (1542–1621)
- Pius VI. (1717–1799)
- Fabrizio Ruffo (1744–1827)
- Francesco Crispi (1818–1901)
- Pius XII. (1876–1958)

## Japonsko
- Chikafusa Kitabatake (1293–1354)
- Ansai Yamazaki (1619–1682)
- Mabuchi Kamo (1697–1769)
- Norinaga Motoori (1730–1801)
- Hirata Acutane (1776–1843)
- Aizawa Seishisai (1782–1863)
- Yoshida Shōin (1830–1859)
- Hiraizumi Kiyoshi (1895–1984)
- Jukio Mišima (1925–1970)[23]
- Otoya Yamaguchi (1943–1960)[24]
- Yoshiko Sakurai (nar. 1945)[25]

## Jamajka
- Alexander Bustamante (1884–1977)
- Sir Howard Cooke (1915–2014)
- Norman Manley (1893–1969)

## Jihoafrická republika
- De Villiers Graaff (1913–1999)
- Cecil Rhodes (1853–1902)
- Jan Smuts (1870–1950)

## Kanada
- George-Étienne Cartier (1814–1873)[26]
- John A. Macdonald (1815–1891)[27]
- Alexander Tilloch Galt (1817–1893)[27]
- Thomas D'Arcy McGee (1825–1868)[27]
- Henri-Gustave Joly de Lotbinière (1829–1908)
- Emily Carrová (1871–1945)[28]
- William Lyon Mackenzie King (1874–1950)[29]
- David Milne (1882–1953)[30]
- Louis St. Laurent (1882–1973)[31]
- Vincent Massey (1887–1967)[32]
- Georges Vanier (1888–1967)[33]
- Conn Smythe (1895–1980)[34]
- John Diefenbaker (1895–1979)[31]
- Lester B. Pearson (1897–1972)[35]
- Eugene Forsey (1904–1991)[36]
- George Montegu Black II (1911–1976)[37]
- Robertson Davies (1913–1995)[38]
- George Grant (1918–1988)[39]
- Pierre Trudeau (1919–2000)[40]
- Nancy Bell (1924–1989)[40]
- Robert Layton (1925–2002)[41]
- Glenn Gould (1932–1982)[42]
- Jean Chrétien (nar. 1934)[43]
- Don Cherry (nar. 1934)[44]
- Margaret Atwoodová (nar. 1939)[45]
- Charles Pachter (nar. 1942)[46]
- Michael Valpy (nar. 1942)[47]
- John Fraser (nar. 1944)[48]
- Jack Layton (1950–2011)[41]
- Kevin S. MacLeod (nar. 1951)[49]
- Andrew Coyne (nar. 1960)[48]
- Ray Novak (nar. 1977)

## Kostarika
- Tranquilino de Bonilla y Herdocia (1797–1864)[50]
- José Rafael Gallegos (1784–1850)[50]
- Manuel María de Peralta y López del Corral (?–1837)[50]

## Maďarsko
- Albert Apponyi (1846–1933)[51]
- Gyula Andrássy mladší (1860–1929)

- István Tisza (1861–1918)
- Pál Prónay (1874–1944 nebo 1945)
- Margit Slachta (1884–1974)[52]
- József Mindszenty (1892–1975)

## Malta
- George Borg Olivier (1911–1980)

## Mauricius
- Gaëtan Duval (1930–1996)
- Sir Seewoosagur Ramgoolam (1900–1985)

## Mexiko
- Lucas Alamán (1792–1853)
- José Mariano Salas (1797–1867)
- Juan Almonte (1803–1869)
- Pelagio Antonio de Labastida y Dávalos (1816–1891)
- Tomás Mejía Camacho (1820–1867)
- Miguel Miramón (1832–1867)
- Leonardo Márquez (1820–1913)

## Německo
- Otto von Bismarck (1815–1898)
- August von Mackensen (1849–1945)
- Alfred von Tirpitz (1849–1930)
- Wolfgang Kapp (1858–1922)
- Walther von Lüttwitz (1859–1942)
- Rüdiger von der Goltz (1865–1946)
- Paul von Lettow-Vorbeck (1870–1964)
- Gerd von Rundstedt (1875–1953)
- Gustav Stresemann (1878–1929)
- Franz von Papen (1879–1969)
- Fedor von Bock (1880–1945)
- Erwin von Witzleben (1881–1944)
- Vilém Pruský (1882–1951)
- Herbert von Bismarck (1884–1945)
- Karel Eduard Sasko-Kobursko-Gothajský (1884–1954)
- Vilém Pruský (1906–1940)
- Helmuth James von Moltke (1907–1945)

- Heinrich XIII. Reuss (nar. 1951)

## Polsko
- Aleksy Ćwiakowski (1885–1953)[53]
- Stanisław Mackiewicz (1896–1966)
- Janusz Korwin-Mikke (nar. 1942)[54]
- Michał Marušik (1951–2020)
- Robert Iwaszkiewicz (nar. 1962)[55]
- Radek Sikorski (nar. 1963)[56]
- Grzegorz Braun (nar. 1967)[57]

## Portugalsko
- Ramalho Ortigão (1836–1915)[58]
- Guilherme de Santa-Rita (1889–1918)[59]
- António Sardinha (1887–1925)[60]
- Sophia de Mello Breyner Andresenová (1919–2004)[61]
- Gonçalo Ribeiro Telles (1922–2020)[62]
- Duarte Pio, vévoda z Braganzy (nar. 1945)
- Miguel Esteves Cardoso (nar. 1955)[63]

## Rakousko
- Klemens Wenzel von Metternich (1773–1859)
- Franz Grillparzer (1791–1872)
- Maximilian Daublebsky von Sterneck (1829–1897)
- Arthur Arz von Straußenburg (1857–1935)
- Hugo von Hofmannsthal (1874–1929)
- Leopold Andrian (1875–1951)
- Karl Werkmann (1878–1951)
- Georg von Trapp (1880–1947)[64]
- Godwin von Brumowski (1889–1936)
- Engelbert Dollfuss (1892–1934)
- Joseph Roth (1894–1939)[65]
- Kurt Schuschnigg (1897–1977)
- Maxmilián z Hohenbergu (1902–1962)
- Erik von Kuehnelt-Leddihn (1909–1999)[66]
- Otto von Habsburg (1912–2011)
- Friedensreich Hundertwasser (1928–2003)

- Ernst Fuchs (1930–2015)[67]

## Rusko
- Nikolaj Gogol (1809–1852)
- Fjodor Dostojevskij (1821–1881)
- Nikolaj Dmitrijevič Golicyn (1850–1925)
- Alexander Dubrovin (1855–?)
- Fjodor Viktorovič Vinberg (1868–1927)
- Vladimir Puriškevič (1870–1920)
- Vladimir Žirinovskij (1946–2022)[68]
- Valentina Matvijenková (nar. 1949)[68]
- Boris Němcov (1959–2015)[68]
- Anton Bakov (nar. 1965)[69]
- Natalja Poklonská (nar. 1980)[70][71]
- Anna Kuzněcovová (nar. 1982)[72]

## Řecko
- Dimitrios Gounaris (1867–1922)
- Panagis Tsaldaris (1868–1936)
- Ioannis Metaxas (1871–1941)
- Alexandros Papagos (1883–1955)
- Konstantinos Tsaldaris (1884–1970)
- Georgios Grivas (1897–1974)
- Georgios Rallis (1918–2006)[73]
- Ilias Kasidiaris (nar. 1980)[74]

## Slovensko
- Július Satinský (1941–2002)[75]

## Spojené království
- Edward Gibbon (1737–1794)
- John Henry Newman (1801–1890)
- Winston Churchill (1874–1965)
- T.S. Eliot (1888–1965)
- Agatha Christie (1890–1976)
- J.R.R. Tolkien  (1892–1973)[76]
- Hector Bolitho (1897–1974)
- C.S. Lewis (1898–1963)
- John Betjeman (1906–1984)[77]
- Harold Wilson (1916–1995)
- Anthony Burgess (1917–1993)
- Peregrine Worsthorne (1923–2020)
- Mary Warnock, baronka Warnock (1924–2019)
- Joan Collins (nar. 1933)[78]
- Alan Bennett (nar. 1933)[79]
- Judi Denchová (nar. 1934)
- Nikolaj Tolstoj (1935)[80]
- John Major (nar. 1943)
- Simon Blackburn (nar. 1944)[81]
- Tony Blair (nar. 1953)
- Ian Botham (nar. 1955)
- Stephen Fry (nar. 1957)[82]
- Rupert Everett (nar. 1959)[83]
- Peter Whittle (nar. 1961)
- Tracey Eminová (nar. 1963)[84]
- Peter Morgan (nar. 1963)
- Nigel Farage (nar. 1964)
- Rachel Johnson (nar. 1965)
- David Cameron (nar. 1966)[85]
- Jeremy Hunt (nar. 1966)
- Jacob Rees-Mogg (nar. 1969)
- Gary Barlow (nar. 1971)
- Victoria Beckham (nar. 1974)
- David Beckham (nar. 1975)

## Srbsko
- Nikolaj Velimirović (1881–1956)
- Dimitrije Ljotić (1891–1945)[86]
- Draža Mihajlović (1893–1946)[87]
- Momčilo Đujić (1907–1999)
- Pavle (1914–2009)
- Irenej (1930–2020)[88]
- Nebojša M. Krstić (1964–2001)

## Španělsko
- Jaime Balmes (1810–1848)
- Antonio Cánovas del Castillo (1828–1897)
- Pedro Muñoz Seca (1879–1936)[89]
- Salvador Dalí (1904–1989)
- Pablo Casado (nar. 1981)[90]

## Turecko
- Besim Tibuk (nar. 1945)[91]
- Celâl Şengör (nar. 1955)[92]

## USA
- Lewis Nicola (1717–1807)
- Nathaniel Gorham (1738–1796)
- Alexander Hamilton (1755 nebo 1757–1804)[93]
- James Strang (1813–1856)
- Joshua Norton (1818–1880)
- Ralph Adams Cram (1863–1942)[94]
- Solange Hertz (1920–2015)[95]
- Leland B. Yeager (1924–2018)[96]
- Lee Walter Congdon (nar. 1939)[97]
- William S. Lind (nar. 1947)
- Robert Jordan (1948–2007)[98]
- Charles A. Coulombe (nar. 1960)[99]
- Michael Auslin (nar. 1967)[100]
- Curtis Yarvin (nar. 1973)
- Thomas Mace-Archer-Mills (nar. 1979)

### Havaj
- Samuel Nowlein (1851–1905)
- Lydia Liliuokalani Kawānanakoa (1905–1969)
- Abigail Kinoiki Kekaulike Kawānanakoa (1926–2022)
- Owana Salazar (nar. 1953)